# Lucilina mariae
Lucilina mariae is een keverslakkensoort uit de familie van de Chitonidae. De wetenschappelijke naam van de soort is voor het eerst geldig gepubliceerd in 2006 door Kaas, Van Belle & Strack.